# Tringa incana
Il piro-piro vagabondo (Tringa incana (J.F.Gmelin, 1789)) è un uccello della famiglia Scolopacidae.

## Descrizione
Il piro-piro vagabondo è un caradriiforme di medie dimensioni, esso è infatti lungo 29 centimetri con un'apertura alare di 54 centimetri e un peso che varia tra i 72 e i 213 grammi.

## Distribuzione e habitat
Durante l'estate, si trovano nell'estremo est della Russia, in Alaska, in alcune parti della costa Californiana e nel Canada nordoccidentale. Nelle altre stagioni, si trovano sulle isole rocciose del Pacifico sudoccidentale e sulle coste rocciose pacifiche che vanno dalla California al Sud America e in Australia.
Nidificano in aree rocciose lungo i torrenti di montagna.